# Кая Канепи
Кая Канепи (на естонски: Kaia Kanepi) е естонска тенисистка, родена в Талин, СССР на 10 юни 1985 г.
Бивша номер 1 при девойките на ITF. Най-високо поставената естонка в ранглистата за жени на WTA, а максимумът ѝ e 18-о място, постигнато на 25 май 2009 г.
В турнирите от Големия шлем има четвъртфинал на Ролан Гарос през 2008 г. За място сред най-добрите осем тя отстранява Чакветадзе и Медина Гаригес, преди да бъде спряна от поставената под номер 4 Светлана Кузнецова с 5 – 7, 2 – 6.
На 18 юли 2010 г. Кая Канепи печели своята първа шампионска титла от турнир, провеждащ се под егидата на Женската тенис-федерация (WTA). Това се случва във финалната среща на турнира, провеждащ се в италианския град Палермо, в който естонската тенисистка побеждава представителката на домакините Флавия Пенета с резултат 6:4, 6:3. През 2010 година тя записва своя първи четвъртфинал на турнир от Големия шлем по време на „Откритото първенство на САЩ“. Кая Канепи отстранява последователно представителката на Франция – Ализе Корне, Акгул Аманмурадова от Узбекистан, поставената под номер 4 в основната схема сръбкиня Йелена Янкович и белгийката Янина Викмайер, преди да бъде елиминирана в четвъртфиналната фаза от бъдещата финалистка Вера Звонарьова.

## Финали на турнирите от WTA Тур

### Загубени финали на сингъл (2)
| До 2009                  | От 2009                |
| ------------------------ | ---------------------- |
| Голям шлем (0)           |                        |
| Шампионат на WTA Тур (0) |                        |
| I категория (0)          | Задължителни висши (0) |
| II категория (0)         | Висши 5 (0)            |
| III категория (2)        | Висши (0)              |
| IV и V категория (0)     | Международни (0)       |

| финал № | дата            | турнир              | място  | настилка | съперничка на финала | резултат            |
| 1.      | 5 ноември 2006  | Газ дьо Франс Старс | Хаселт | твърда   | Ким Клейстерс        | 3 – 6, 6 – 3, 4 – 6 |
| 2.      | 5 октомври 2008 | Джапан Оупън        | Токио  | твърда   | Каролине Вожняцки    | 2 – 6, 6 – 3, 1 – 6 |